# Uws-Aimag
Uws-Aimag este un aimag, (provincie) în Mongolia.